# Saint-Laurent-l'Abbaye
Saint-Laurent-l'Abbaye är en kommun i departementet Nièvre i regionen Bourgogne-Franche-Comté i de centrala delarna av Frankrike. Kommunen ligger i kantonen Pouilly-sur-Loire som tillhör arrondissementet Cosne-Cours-sur-Loire. År 2022 hade Saint-Laurent-l'Abbaye 216 invånare.

## Befolkningsutveckling
Antalet invånare i kommunen Saint-Laurent-l'Abbaye
| Referens: INSEE |